# André Diamant
André Diamant est un joueur d'échecs brésilien né le 9 février 1990 à Fortaleza, champion du Brésil en 2008.
Au 1er novembre 2023, il est le sixième joueur brésilien avec un classement Elo de 2 513 points.

## Biographie et carrière
Grand maître international depuis 2009, André Diamant a  joué dans l'équipe du Brésil lors de trois olympiades (en 2008, 2010 et 2022), marquant 6,5 points sur 8 au cinquième échiquier en 2010 et 5 points sur 10 au quatrième échiquier brésilien en  2022. Il fut champion du Brésil en décembre 2008 en marquant 8 points sur 11 à Porto Alegre, et champion du brésil junior en 2009.